# 弗洛斯
弗洛斯是德国巴伐利亚州的一个市镇。总面积54.42平方公里，总人口3458人，其中男性1701人，女性1757人（2011年12月31日），人口密度64人/平方公里。